# Yuanxing Shuiku
Yuanxing Shuiku (kinesiska: 元兴水库) är en reservoar i Kina. Den ligger i provinsen Sichuan, i den sydvästra delen av landet, omkring 89 kilometer öster om provinshuvudstaden Chengdu. Yuanxing Shuiku ligger 376 meter över havet. Arean är 0,92 kvadratkilometer. Trakten runt Yuanxing Shuiku består till största delen av jordbruksmark. Den sträcker sig 3,1 kilometer i nord-sydlig riktning, och 1,3 kilometer i öst-västlig riktning.
Genomsnittlig årsnederbörd är 1 384 millimeter. Den regnigaste månaden är juli, med i genomsnitt 305 mm nederbörd, och den torraste är december, med 9 mm nederbörd.